# Villa romaine des Grottes
La Villa romaine des Grottes (en italien : Villa romana delle Grotte) est un site archéologique de l'île d'Elbe. C'est une ancienne domus romaine qui se dresse sur le promontoire surplombant la rade de Portoferraio, dans la province de Livourne en Toscane. Elle se trouve face à la villa romaine de la Linguella qui ferme le port au nord,.

## Histoire
La villa romaine  a été construite à la fin du Ier siècle av. J.-C. sur un podium, en partie naturel et en partie artificiel ; dans la première moitié du Ier siècle, elle subit une rénovation qui marqua le début de la deuxième phase de la vie de la villa, remontant à la fin des époques augustéenne et tibérienne. Le bâtiment a probablement été abandonné à la fin du Ier siècle, aucune découverte ne dépassant cette période. Les matériaux archéologiques trouvés sont plutôt limités, témoignant d'un abandon planifié et d'un véritable déplacement des biens les plus précieux, ce qui expliquerait l'absence de matériaux et de décorations plus précieux, dont la villa était certainement dotée.
Une nouvelle phase touche la villa entre la fin du IVe et le début du VIe siècle, en pleine Antiquité tardive : il s'agit peut-être de petites communautés monastiques ou ermites, répandues à cette époque dans toutes l'Archipel toscan, qui ont adapté certains environnements pour en faire leurs modestes refuges. Par la suite, la villa connut un abandon complet et un lent déclin mais, grâce à la solidité des structures, les voûtes et les murs durent toujours rester en partie visibles : à partir du XVIIIe siècle les ruines ont en effet suscité l'intérêt de nombreux voyageurs et érudits locaux et ont été représentées dans certaines reproductions de la ville de Portoferraio. Ce sont précisément les voûtes du podium sur lequel se dresse la villa, si semblables à des «grottes» pour ceux qui s'approchent de la mer, qui ont donné naissance au nom de la villa elle-même.
En 1728, le témoignage d'Antonio Sarri, ingénieur du grand-duc Cosme III de Médicis, assure que parmi les vestiges de la domus on pouvait encore voir des statues, des colonnes, des meubles en marbre et des restes de corniches. La structure, bien qu’abandonnée, était donc encore suffisamment lisible. Pendant la guerre qui commença à l'île d'Elbe en 1799 entre les Français qui s'emparèrent de Portoferraio et le royaume de Naples qui contrôlait Porto Azzurro, le promontoire des grottes constituait un point stratégique important en raison de sa position par rapport à la ville de Portoferraio ; il est probable que pour l'installation de batteries militaires sur la villa, les murs des pièces qui se développaient au sommet du promontoire et celles qui bordaient le jardin ont été rasés. En 1901, il fut reconnu comme Siti di importanza regionale (it) par la Surintendance Royale, mais ce n'est qu'en 1960 que les recherches archéologiques commencèrent à étudier la complexité du site, dirigées par l'archéologue Giorgio Monaco (it), directeur du patrimoine archéologique de l'île d'Elbe.

## Description
En raison de sa position et de son développement architectural, elle peut être comptée parmi les luxueuses villae maritimae qui parsèment toutes les îles de l'archipel toscan, construites par de nobles représentants des classes aristocratiques de Rome pour le repos et les loisirs des engagements politiques de la capitale.
Le bâtiment, qui couvrait une superficie totale de 2 hectares, était divisé en deux niveaux : sur le plateau se trouvaient la partie résidentielle, dotée d'un avant-corps donnant sur la mer, et d'un grand jardin faisant face aux flancs de la colline ; l'étage inférieur était constitué d'une structure à double terrasse, divisée en arcs et portiques, qui entourait la villa sur trois côtés panoramiques. L'entrée était située sur un grand jardin rectangulaire (hortus), flanqué d'un portique couvert (ambulatio), qui devait se protéger de la chaleur estivale ou des vents pendant la saison la plus froide, à partir duquel on accédait aux quartiers résidentiels de l'étage supérieur. Le point panoramique privilégié de la villa était la grande piscine située au centre du quartier résidentiel, traversée par un grand conduit en maçonnerie et entourée sur trois côtés d'un grand jardin bordé par un portique à colonnades  péristyle) : un portique orné de dalles en terre cuite diverses sujets, parmi lesquels prédomine le motif de Psyché parmi les joueurs de lyre et d'aulos (visible au Musée Archéologique de Linguella) et encore agrémentés de plâtres à sujets végétaux, pour donner l'impression d'un espace vert encore plus grand que celui entouré par le porche lui-même.
Du côté sud, le bassin se terminait par une exèdre semi-circulaire et, sur toute sa longueur et au centre de celle-ci, courait un grand conduit maçonné : l'eau devait parvenir au bassin à partir d'une citerne placée à un niveau plus élevé à l'extrémité du Monte Orello voisin; l'eau tombait probablement d'en haut, pour être ensuite collectée par le conduit qui traverse le bassin dans le sens de la longueur et se déversait sur la terrasse en contrebas, côté mer, également aménagée en jardin et conclue au centre par un nymphée. A l'extrémité nord du bassin une série de pièces, probablement les deux quartiers du dominus et de la domina, étaient disposées symétriquement sur ses côtés, le long du littoral.
La villa a été construite selon la technique de construction opus reticulatum, avec un grand effet chromatique, dont les verts foncés ont été obtenus à partir de roches ophiolites extraites du même site, et les gris clairs des calcaires de la côte nord environnante. L'ensemble du quartier résidentiel était décoré avec soin, selon les goûts en vigueur dans la capitale de l'époque : les pièces étaient décorées de fresques ou recouvertes de marbre coloré, notamment de marbre blanc et de cipollino de l'île d'Elbe. Le toit en poutres de bois était recouvert de tuiles tachées rouge vif, qui présentaient également un bel impact chromatique, même à longue distance. Un faux plafond en roseaux recouverts de plâtre a été appliqué au grenier et soutenus par une charpente légère et les angles entre les murs et le plafond étaient décorés de cadres moulurés en stuc. Les murs étaient recouverts de plâtre peint avec diverses impressions de perspective ou avec des motifs floraux et dans certaines pièces des croûtes de marbre, du palombino et du cipollino étaient également appliquées. Les décorations des sols étaient réalisées en mosaïque noire et blanche, tandis que dans les pièces les plus prestigieuses, on préférait des sols constitués de carreaux de marbre et de pierre aux formes géométriques (triangles, hexagones, carrés, losanges) qui, alternant le blanc, le noir et ardoise et cipollino), ont créé des motifs en nid d'abeille, en treillis et en étoile.
Dans la première moitié du Ier siècle, la villa fut affectée par quelques travaux de rénovation et de transformation de certaines pièces : la terrasse inférieure était en grande partie occupée par des zones de service couvertes ou des pièces complètement fermées, qui avaient pour seul but de soutenir les structures résidentielles situées au l'étage supérieur. Ces pièces étaient reliées par de nouveaux couloirs et reliées à la zone supérieure grâce à la construction de deux escaliers, qui constituaient également l'entrée principale de la villa. La construction d'un petit quartier thermal, agrémenté de sols en mosaïque et de dalles de marbre, fait également référence à cette phase. Il se composait de quatre salles : le calidarium, un environnement à double plancher avec suspensurae ; Le frigidarium, situé à l'autre extrémité, avec une petite baignoire semi-circulaire pour les bains froids ; l'apodyterium et le tepidarium, des salles intermédiaires pouvant servir de vestiaires et d'environnements pour une transition progressive du chaud au froid. L'approvisionnement en eau nécessaire au fonctionnement thermique était garanti par une citerne souterraine, divisée en trois salles et recouverte d' opus signinum, un mélange de mortier et de briques concassées qui garantissait l'étanchéité des murs et du sol.
À l'extérieur, l'insertion de la villa dans son environnement et l'effet qu'elle était censée avoir sur ceux qui l'approchaient de la mer et de la terre ont été soigneusement étudiés : les exèdres disposées le long du mur d'enceinte côté mer (fonctionnelles à la fois pour le confinement du terrain qui, comme effet de scénographie) et la polychromie du mur de la terrasse, avec une alternance de pierres vert foncé et blanches, ont dû caractériser de loin l'importance et le prestige de la demeure.

## Propriété historique
Alors que pour les luxueuses villas balnéaires construites sur les îles de Giglio, Giannutri et Pianosa, les indices archéologiques ou les sources écrites ne manquent pas qui permettent d'attribuer la propriété de ces résidences, pour l'île d'Elbe, il est encore difficile de définir quelles personnalités ont choisi l'île comme lieu pour leur maison. Cependant, le célèbre poète Ovide, dans l'une des épîtres destinées à Massimo Cotta (Ex Ponto, II, 3, vv. 83-84) rappelle à son ami leur dernière rencontre, qui eut lieu sur l'île d'Elbe en l'an 8 après J.-C., à la veille de son départ du poète pour l'exil ; c'est le fils cadet de M. Valerius Messalla Corvinus, qui, ayant été adopté par son oncle maternel M. Aurelius Cotta, prit son nom (L. Aurelius Cotta Maximus Messallinus). Comme l'a déjà observé la savante Orlanda Pancrazzi, sans avoir d'autres indices que les paroles d'Ovide, sur l'île, Massimo Cotta devait posséder une résidence digne de son haut rang qui, probablement, pourrait être reconnue dans l'une des trois villas maritimes monumentales connues, celle de Linguella, Capo Castello et des Grottes.
Grâce à la découverte de quelques preuves épigraphiques dans la pars rustica identifiées grâce aux recherches archéologiques dans la Piana di San Giovanni, menées par l'Université de Sienne, il a été possible d'obtenir des informations précieuses sur la propriété des bâtiments fouillés et, par conséquent, de la villa maritime voisine des Grottes, appartenant probablement au patrimoine des Valerius Messalla : deux des dolia enterrées identifiées jusqu'à présent dans l'environnement de production portaient en effet deux cachets in planta pedis qui, bien que fragmentaires, ont permis de récupérer l'intégralité du texte se contenter du nom du producteur : H˚ermia V˚a(leri) M(arci) s(ervus) / fecit. La propriété appartenait donc à Marcus Valerius Messalla Corvinus, princeps senatus et protecteur des lettres et des arts, à tel point qu'on se souvient de lui comme du fondateur du Circolo di Messalla ; le fond passerait alors à son fils Aurelius Cotta Maximus Messallinus, qui aurait eu le poète Ovide comme invité avant le départ de ce dernier pour l'exil en mer Noire.[réf. nécessaire]

## Galerie

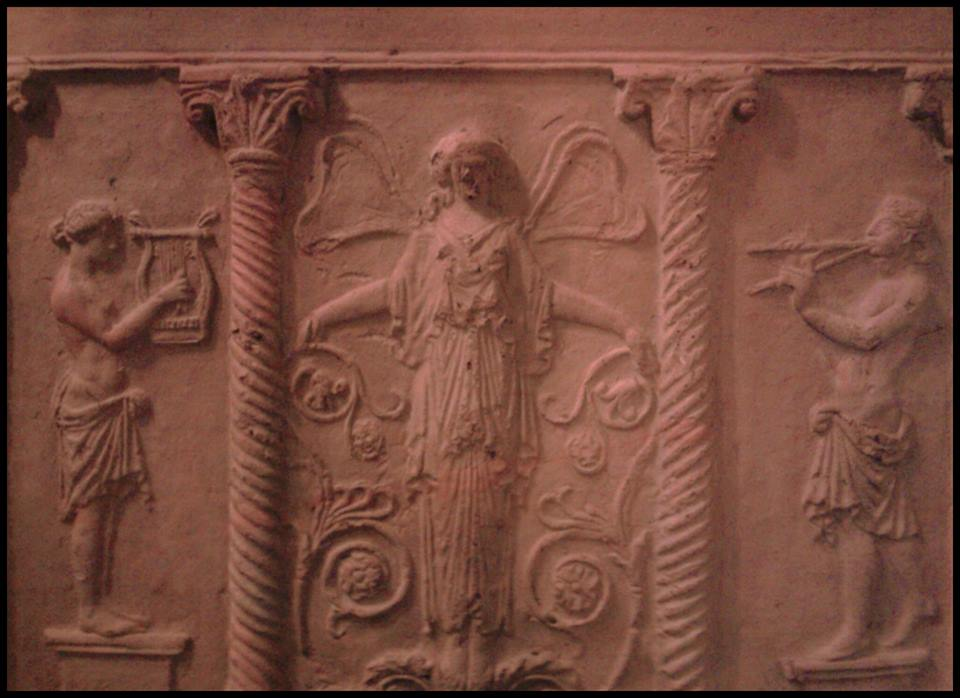
Psychée